# La Ferté-Milon
La Ferté-Milon ist eine französische Gemeinde mit 2040 Einwohnern (Stand 1. Januar 2022) im Département Aisne in der Region Hauts-de-France; sie gehört zum Arrondissement Soissons und zum Kanton Villers-Cotterêts.

## Geographie
Die Gemeinde La Ferté-Milon liegt am Ufer des kanalisierten Flusses Ourcq, 70 Kilometer nordöstlich von Paris und 30 Kilometer südwestlich von Soissons. Das Gemeindegebiet von La Ferté-Milon grenzt im Westen und Süden an das Département Oise.

## Geschichte
La Ferté-Milon gehörte bis 1926 zum Arrondissement Château-Thierry, dann bis 1942 zum Arrondissement Soissons. Die Neuordnung von 1926 wurde 1942 rückgängig gemacht. 1960 wurde der Ort Saint-Quentin-sur-Allan eingemeindet.

### Bevölkerungsentwicklung
| Jahr      | 1962 | 1968 | 1975 | 1982 | 1990 | 1999 | 2011 | 2022 |
| Einwohner | 1680 | 1629 | 1695 | 1948 | 2208 | 2109 | 2210 | 2040 |

## Sehenswürdigkeiten
- Ruine der Burg, die Louis de Valois, duc d’Orléans in Auftrag gab, die aber nicht fertiggestellt wurde. Heinrich IV. ließ die Befestigungsanlagen abreißen. Die Burgfassade misst 200 Meter in der Länge und ist 38 Meter hoch (Monument historique).[1]
- Ruine de Kirche Saint-Vaast, Monument historique[2]
- Kirche Notre-Dame, Monument historique[3]
- Kirche Saint-Quentin
- Kirche Saint-Nicolas, Monument historique[4]
- Kleine Eisenbrücke von Gustave Eiffel am östlichen Ende des kleinen Parks zwischen dem Fluss Ourcq und dem Canal de l’Ourcq
- Jean Racine-Statue (Kopie, Original im Stadtmuseum), geschaffen vom Bildhauer Pierre Jean David d’Angers, Monument historique[5]

|  |  |  |  |

## Persönlichkeiten
- Jean Racine (1639–1699), einer der bedeutendsten französischen Dichter, 1639 in La Ferté geboren
- Jean de La Fontaine (1621–1695), heiratete in La Ferté-Milon 1647 Marie Héricart